# Жена горе (еротска поза)
Жена горе (такође позната и као јахачка поза, често се назива и поза за јахање или каубојка) представља групу сексуалних поза, у којима:
- партнер који врши пенетрацију лежи на леђима или седи на фотељи, каучу, столици и слично;
- партнер који прима пенетрацију се намести на партнера који је врши и партнери се гледају;
- партнери намештају улазно место фалуса (вагину или анус), како би се постигла пенетрација.[1]

Ова поза се још назива и јахачка, јер призор партнерке која прима пенетрацију подсећа на јахање. То је једна од многих поза супериорно-пријемчивих парнера; поза супротна овој назива се обрнута јахачка поза. Ова поза је примењивана као претходник пози сношаја са стране, коју су описали Мастерс и Џонсон.
Ова поза се обично наводи као једна од популарнијих сексуалних поза. Она даје партнеру који прима пенетрацију више контроле, такође омогућавајући партнеру који врши пенетрацију да гледа и милује груди и абдоминални предео своје партнерке.

## Варијације
Жена може седети уназад на мушкарцу и на сличан начин променити свој положај.

### Обрнути положај каубојке
У обрнутом положају каубојке, жена опкољава мушкарца сучелице његовим стопалима у клечећем или чучећем положају. Након што су она или мушкарац увели пенис у женину вагину, жена може да држи торзо усправно, или може да се нагне напред или назад да легне на мушкарчева груди или да се помери у страну по жељи. Мушке ноге могу бити равне на кревету или лучне. Жена такође има контролу над темпом, ритмом, дубином и трајањем пенетрације. Променом свог положаја и потиска, жена може да промени ниво стимулације за мушкарца, док истовремено стимулише свој клиторис или област која се назива 'Г тачка'.

## Предност
Предност положаја жене на врху је у томе што тежина мушкарца није на жени. Ови положаји су идеални током трудноће јер нема притиска на стомак жене, а њој је лако да контролише дубину и брзину продирања. Такође су корисни ако се мушкарац опоравља од тешке болести или операције или ако се жена недавно породила.

## Галерија
Секс са женом на врху је познат у већини култура у свим временима, и приказан је у уметности: 
- Жена горе поза описана у књизи Кама сутра
- Положај "јахања" (Mulier equitans) је био популаран током староримске еротске уметности (зидно сликарство из Помпеја, 62–79. п. н. е.)
- Жена седи у крилу мушкарца, спуштајући се на његов пенис. Зидно сликарство из Помпеје, 1. век
- Édouard-Henri Avril слика жене на врху
- Édouard-Henri Avril's слика обрнутог положаја каубојке